# Supermac's
Supermac's es una cadena de restaurantes de comida rápida irlandesa que abrió su primer restaurante en 1978; este se ubicaba en Ballinasloe, la ciudad más grande del Condado de Galway, en el oeste de Irlanda. En 2019 la cadena contaba con un total de 118 restaurantes repartidos por Irlanda e Irlanda del Norte. Opera numerosos puntos de venta, algunos de los cuales son de propiedad privada. Supermac's sirve a una media de 320.000 clientes por semana y tuvo un ingreso anual de 79,9 millones de euros y un beneficio de 7,4 millones según su informe final de 2013.
Su central se encuentra en Ballybrit Business Park (Parque Empresarial de Ballybrit) en Ballybrit, Condado de Galway.

## Historia

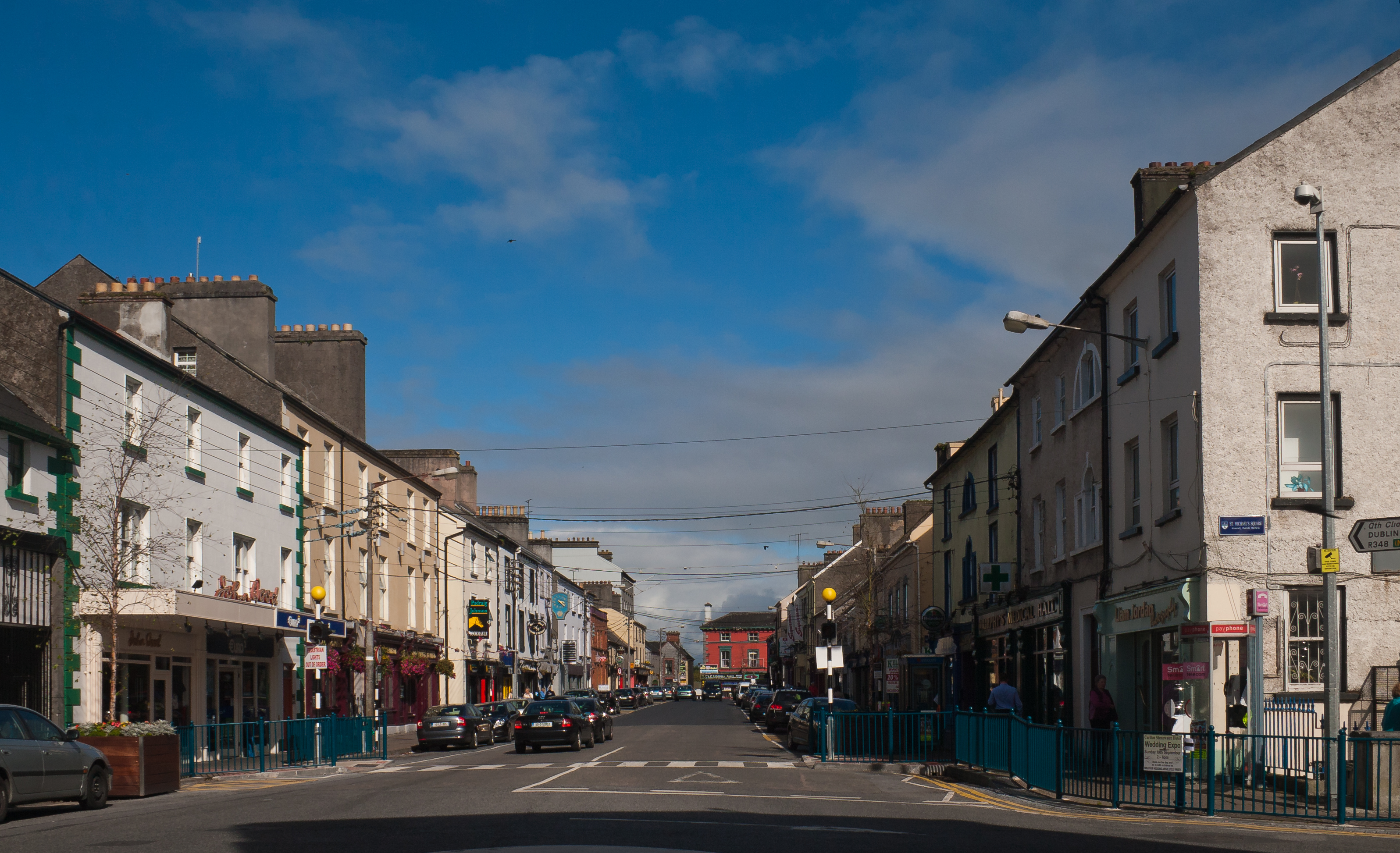
Main Street, Ballinasloe, donde se encuentra el primer Supermac's.

El primer restaurante se abrió en Ballinasloe, Condado Galway, en el oeste de Irlanda en 15 de julio de 1978, por Pat y Una McDonagh. Un segundo restaurante se abrió dos años más tarde en Gort, seguido por un local en Eyre Square en Galway,que abrió en 1982.
En noviembre del 2013, Supermac's era la mayor cadena de comida rápida irlandesa, con más de 100 puntos de venta alrededor de Irlanda e Irlanda del Norte. En junio de 2014, Supermac's abrió su centésimo local la autopista M7. Supermac's también opera en exclusiva la marca Papa John's Pizza en Irlanda, así como SuperSubs, que sustituye a la franquicia Quiznos, anteriormente en manos de Supermac's. La compañía contaba con más de 4.000 empleados en 2020.

## La corporación

### Nombre

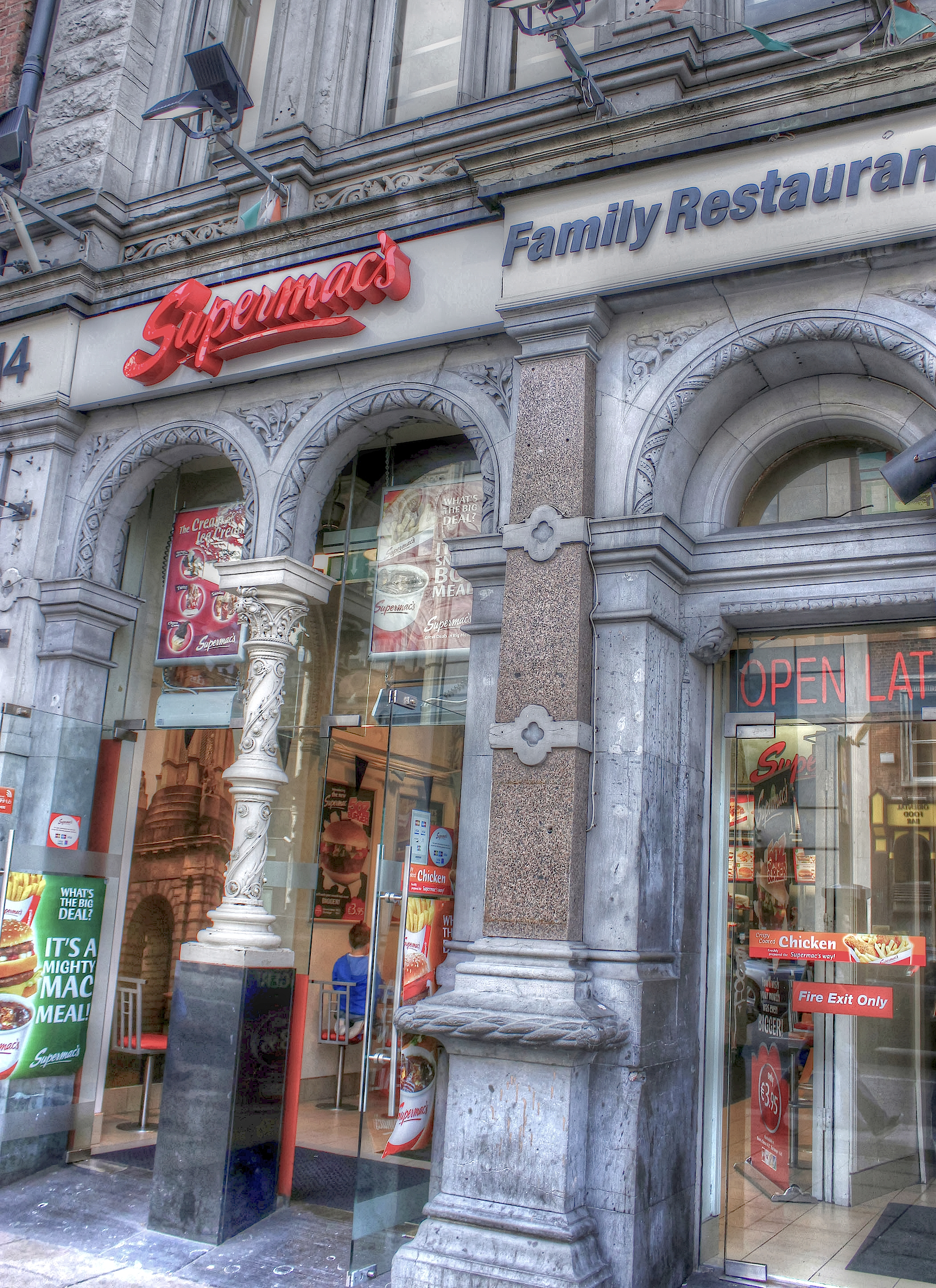
Un restaurante Supermac's

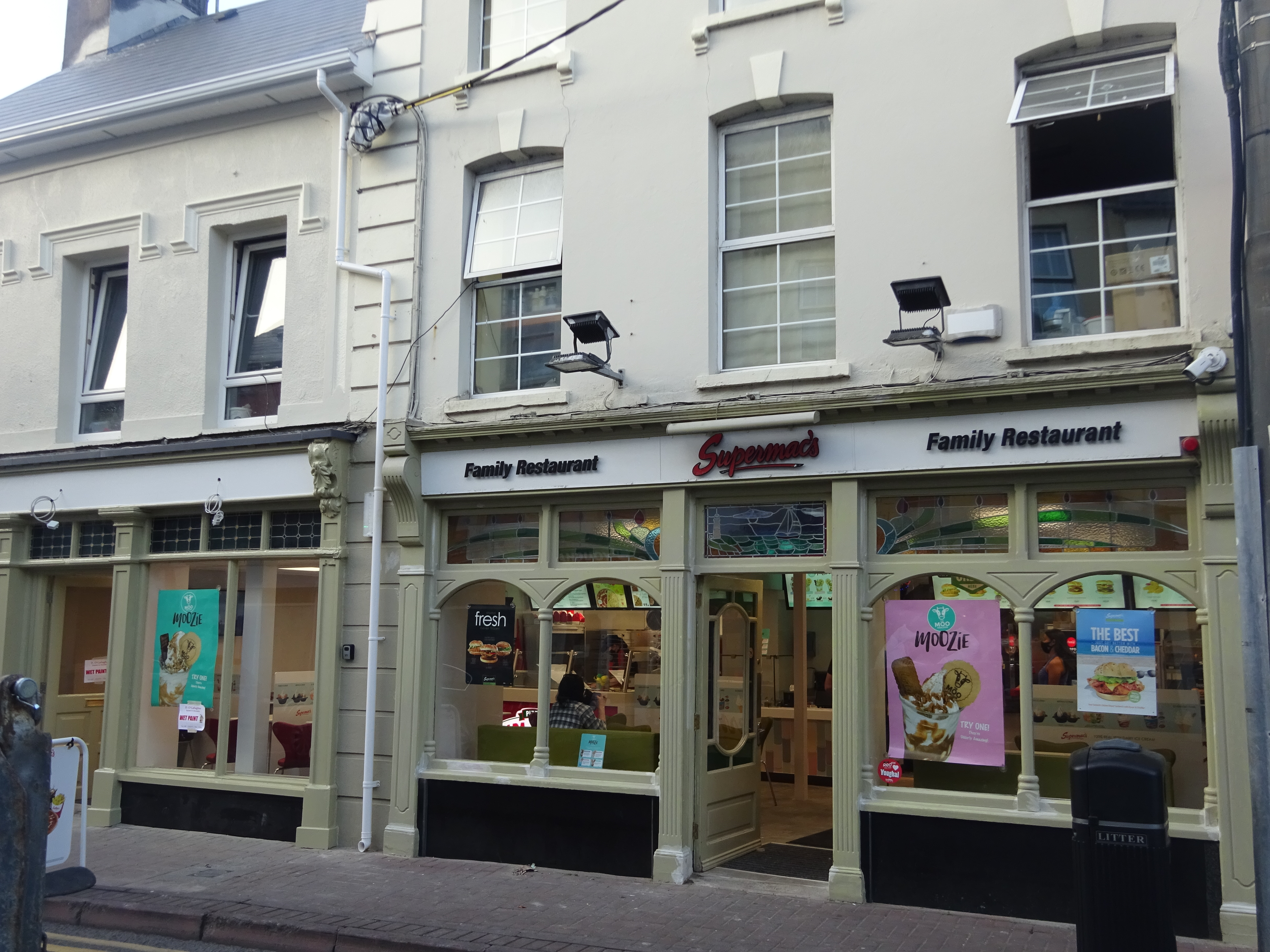
Supermac's en Youghal

El restaurante se nombró entre los lugareños y los dueños: El fundador, Pat McDonagh, se ganó el apodo ‘Supermac' cuando jugaba al fútbol gaélico para el Carmelite College en Moate. Más tarde se convirtió en su elección para el nombre de su negocio, "Supermac's".

### Operaciones internacionales
A través de Supermac's Ireland Ltd, Pat y Una McDonagh también poseen Claddagh Irish Pubs & Restaurant, una cadena de once restaurantes de ambiente irlandés distribuidos por ocho estados del Medio Oeste de los Estados Unidos.
Supermac's es el grupo de restaurantes de comida rápida más grande de Irlanda. Supermac's  Holdings Ltd. ha registrado la marca Supermac's tanto en Europa como en Australia, declarando McDonagh en 2015 que "actuaba respondiendo a las demandas provenientes de quince ciudades repartidas por todo el mundo para la apertura de restaurantes Supermac's".
En 2013, la compañía expandió su negocio de servicios en carretera desarrollando el Tipperary Town Plaza y el Mallow N20 Plaza en rutas primarias nacionales. La compañía abrió otra Plaza en Kiltullagh, Galway, en el Loughrea Junction de la M6 en febrero de 2016.

### Hoteles
La compañía también ha expandido su negocio hostelero a través de la compra y desarrollo del Castletroy Park Hotel, Limerick, el Loughrea Hotel & Spa, Galway, el Charleville Park Hotel, Cork, The Killeshin Hotel, Portlaoise y Castle Oaks House Hotel, en Limerick

## Publicidad
Supermac's inició la campaña "Bring them Home" donde reunían familias cuyos parientes vivían por todo el mundo por Navidad. Entre 2012 y 2013 Supermac's llevó a 43 personas que habían emigrado durante la recesión económica a lugares de todo el mundo de vuelta a Irlanda para estar con sus familias y amigos durante las fiestas. La campaña fue promovida en Tubridy Show de 2FM y a través de The Late Late Show, de la RTÉ One, donde los ganadores sorprendieron a sus familias reuniéndose en directo durante la Semana de Navidad. La campaña de Supermac's apareció en las pantallas de Times Square en Nueva York[cita requerida].
En 2012, la cadena fue incluida en la lista"10 restaurantes de comida rápida de los que nunca has oído" por el programa Daily Meal de Fox News, mientras que USA Today incluyó a Supermac's en la lista "Mejores cadenas extranjeras que queremos traer aquí" en 2013.

### Patrocinio
Supermac's patrocina un número de organizaciones deportivas. En 2018, la asociación de la compañía con el equipo de hurling del Condado de Galway era el patrocinio que más tiempo llevaba en la liga de GAA entre condados, siendo aquel su vigésimo octavo año. En 2013, se firmó un trato mediange e que por primera vez tanto el equipo de fútbol gaélico como el de hurling de Galway tendrían el mismo patrocinador. El trato incluía el patrocinio de todos los equipos desde las categorías inferiores hasta senior. A fecha de 2013, Supermac's había invertido dos millones de euros en el patrocinio de los equipos de GAA del Condado de Galway.
La compañía también está involucrada en el patrocinio en otros deportes como rugby, fútbol, fútbol de reglas internacionales (2005) y turf (Limerick, Ballinrobe carreras).
Otros patrocinios de Supermac's incluyen The Ray Foley Show Programme (Today FM) de 2010 a 2012, y The Will Leahy Show (RTÉ 2FM) de 2012 a 2014[cita requerida].
La cadena de restaurante también patrocinó The Ocean Race en 2009 y 2012 en el tramo de la carrera por Galway. Supermac's era también fue patrocinador de Cannonball Ireland en 2012 y 2014.

## Registro de la marca en la UE
McDonald's se opuso a la solicitud de Supermac's para registrar tanto su nombre como el de algunos productos alegando que el nombre Supermac's y McDonald's son muy similares. En su petición McDonald's argumentó que el nombre Supermac's es visualmente similar al de su marca registrada, mientras que Supermac's argumentó que han convivido con McDonald's en Irlanda durante 30 años sin que hubiera ningún tipo de confusión. McDonald ganó una victoria parcial, con la oficina para Armonización en el Mercado Interior de la UE (OHIM) determinando que Supermac's podría comerciar bajo su nombre en la UE, pero rechazó el registro de Supermac's para algunos productos, como los menús. Dijo que los consumidores "podrían tener la confusión de si Supermac's es una nueva versión de McDonald's, dados los productos prácticamente idénticos vendidos por ambas cadenas".
En enero de 2019, la EUIPO determinó que algunos productos registrados por McDonald's, como BUG MAC (en mayúsculas), iban a ser derogados.

## Caridad
Supermac's ha donado dinero a oenegés como Trócaire y oenegés locales como Alan Kerrins African Projects. Ha organizado también eventos benéficos en sus sucursales como el Shave or Dye, de Today FM.